# 莫戈永 (新墨西哥州)
莫戈永（英語：Mogollon）是位於美國新墨西哥州卡特倫縣的普查規定居民點。

## 人口
根據2020年美國人口普查的數據，莫戈永的面積為0.13平方千米，皆為陸地。當地共有人口0人，而人口密度為每平方千米0人。